# Classe Tenryū
La Classe Tenryū fut la  première classe de croiseur léger de la Marine impériale japonaise construite conjointement aux arsenaux navals de Yokosuka  et de Sasebo.

Le Tenryū  porte le nom de la rivière du même nom passant dans la Préfecture de Nagano et le Tatsuta de celle de la Préfecture de Nara.

## Conception
Cette classe fut ordonnée durant la Première Guerre mondiale et la première série de croiseurs légers à être conçue totalement par le Japon.

Ils sont issus des plans de la classe Arethusa de croiseurs légers de la Royal Navy, version élargie des destroyers européens de l'époque.

Ils sont équipés de turbines à gaz très puissantes, utilisant le mazout et permettant de doubler les performances précédentes. Cette classe  était capable d'une vitesse de 33 nœuds (61 km/h).

Au niveau de l'armement, cette classe a été la première à être dotée de canons de 5,5 pouces (140 mm) et de torpilles de 533 mm. Toutefois, la disposition des canons n'a pas été particulièrement efficace en raison d'une rotation trop courte. Contre des cibles en avant et arrière du navire, un seul canon de 140 mm pouvait tirer. La défense antiaérienne était aussi très limitée (3 canons de 76 mm et 2 mitrailleuses de 13 mm, à l'origine).

## Histoire
Les deux unités de cette classe ont participé à de nombreuses actions pendant la Seconde Guerre mondiale.
Tenryu :
Avant la Seconde Guerre mondiale, il a participé à l'intervention en Sibérie, patrouillé sur le fleuve Yangtze  et soutenu le débarquement des troupes japonaises le long de la côte chinoise. Pendant les premiers stades de la guerre du Pacifique, il a participé à la bataille de l'île de Wake et les invasions des Iles Salomon, de la Nouvelle-Guinée et de la bataille de l'île de Savo. Il a été coulé après la bataille navale de Guadalcanal par le USS Albacore, le 20 janvier 1943 alors qu'il faisait partie de la 8e flotte de la marine impériale japonaise. 
Tatsuta :
Avant la Seconde Guerre mondiale, il a participé à l'intervention en Sibérie et a appuyé le débarquement des troupes japonaises le long de la côte chinoise.  Au cours de la guerre du Pacifique, il a participé à la bataille de l'île de Wake et les invasions des Iles Salomon, Nouvelle-Guinée, la bataille de l'île de Savo et la bataille navale de Guadalcanal.  Il a été coulé par USS Sable Lance, à 40 milles nautiques (74 km) NNE de Hachijojima le 13 mars 1944. Tatsuta a été rayé de la liste marine le 10 mai 1944.

## Les unités de la classe

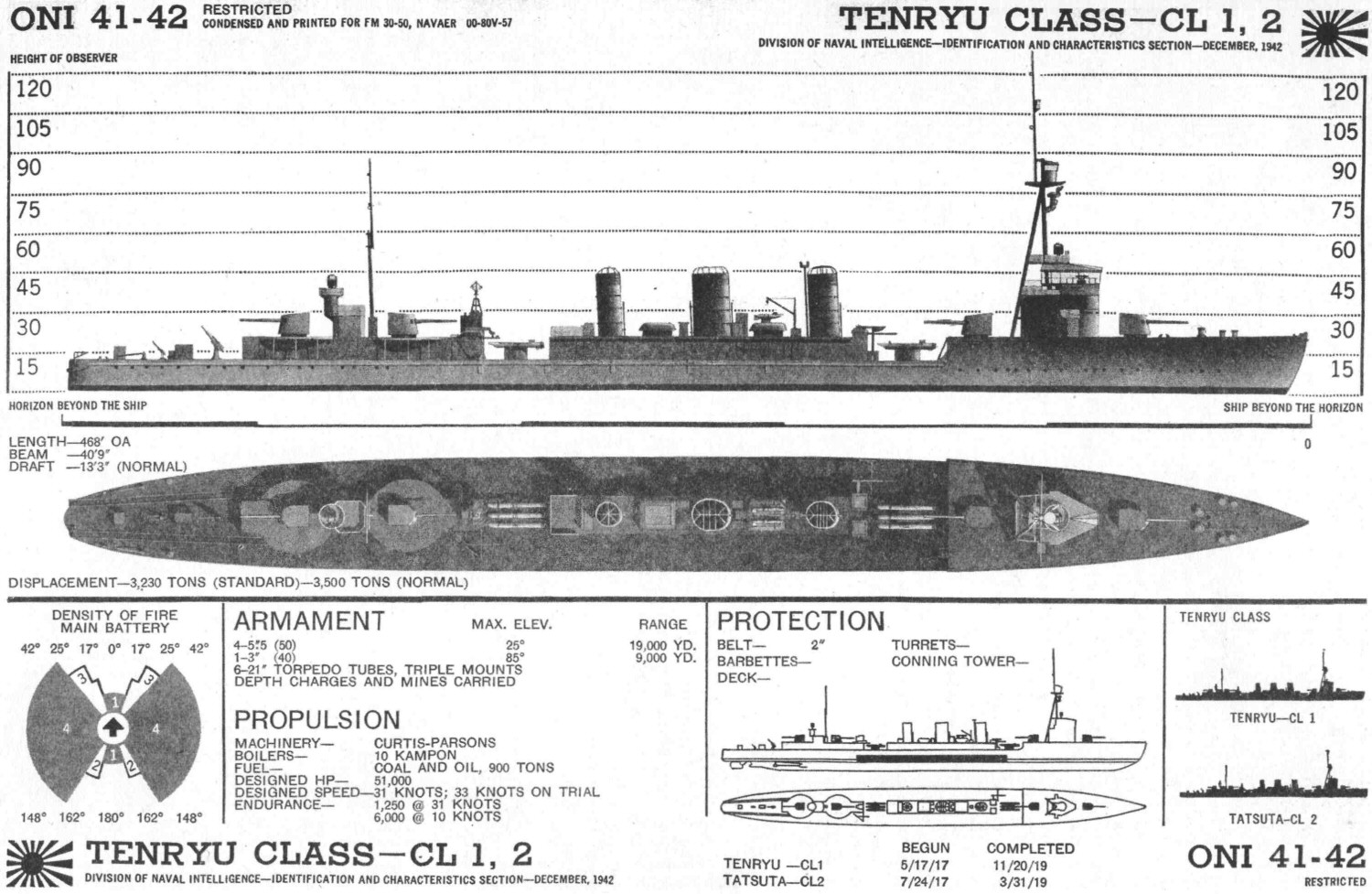
Image de la classe Tenryū

| Nom     | Lancement    | Armement         | Chantier naval                 | Fin de carrière                              | Photo |
| ------- | ------------ | ---------------- | ------------------------------ | -------------------------------------------- | ----- |
| Tenryu  | 11 mars 1918 | 20 novembre 1919 | Arsenal naval à Yokosuka Japon | coulé le 18 décembre 1942 détruit en 1943    |       |
| Tatsuta | 29 mai 1918  | 31 mai 1919      | Arsenal naval à Sasebo Japon   | coulé le 13 mars 1944 détruit le 10 mai 1944 |       |

## Sources
- (en) Cet article est partiellement ou en totalité issu de l’article de Wikipédia en anglais intitulé « Tenryū class cruiser » (voir la liste des auteurs).